# Helionidia ahua
Helionidia ahua är en insektsart som beskrevs av Irena Dworakowska 1981. Helionidia ahua ingår i släktet Helionidia och familjen dvärgstritar.
Artens utbredningsområde är Niger. Inga underarter finns listade i Catalogue of Life.